# Steven Alzate
Steven Alzate, född 8 september 1998 i Camden, London, är en engelsk-colombiansk fotbollsspelare.

## Karriär
Den 9 september 2022 lånades Alzate ut av Brighton & Hove Albion till belgiska Standard Liège på ett säsongslån. I september 2023 förlängdes låneavtalet med ytterligare en säsong.